# Pelophylax esculentus
La rana comestible (Pelophylax kl. esculentus) es un anfibio anuro europeo de la familia Ranidae. es un híbrido fértil de dos especies del género Pelophylax, Pelophylax lessonae y Pelophylax ridibundus, de ahí que se añada "kl." (kleptón o sinkleptón) en el nombre específico. Las ancas de rana de esta especie son consumidas, particularmente en Francia, de ahí su nombre. Los machos miden entre 6 y 11 cm y las hembras entre 5 y 9 cm.
Las dos especies parentales son lo suficientemente próximas genéticamente como para permitir su hibridación. Aunque los únicos cruces viables son los de hembras de Pelophylax kl. esculentus y machos de una de las especies parentales, principalmente P. lessonae.

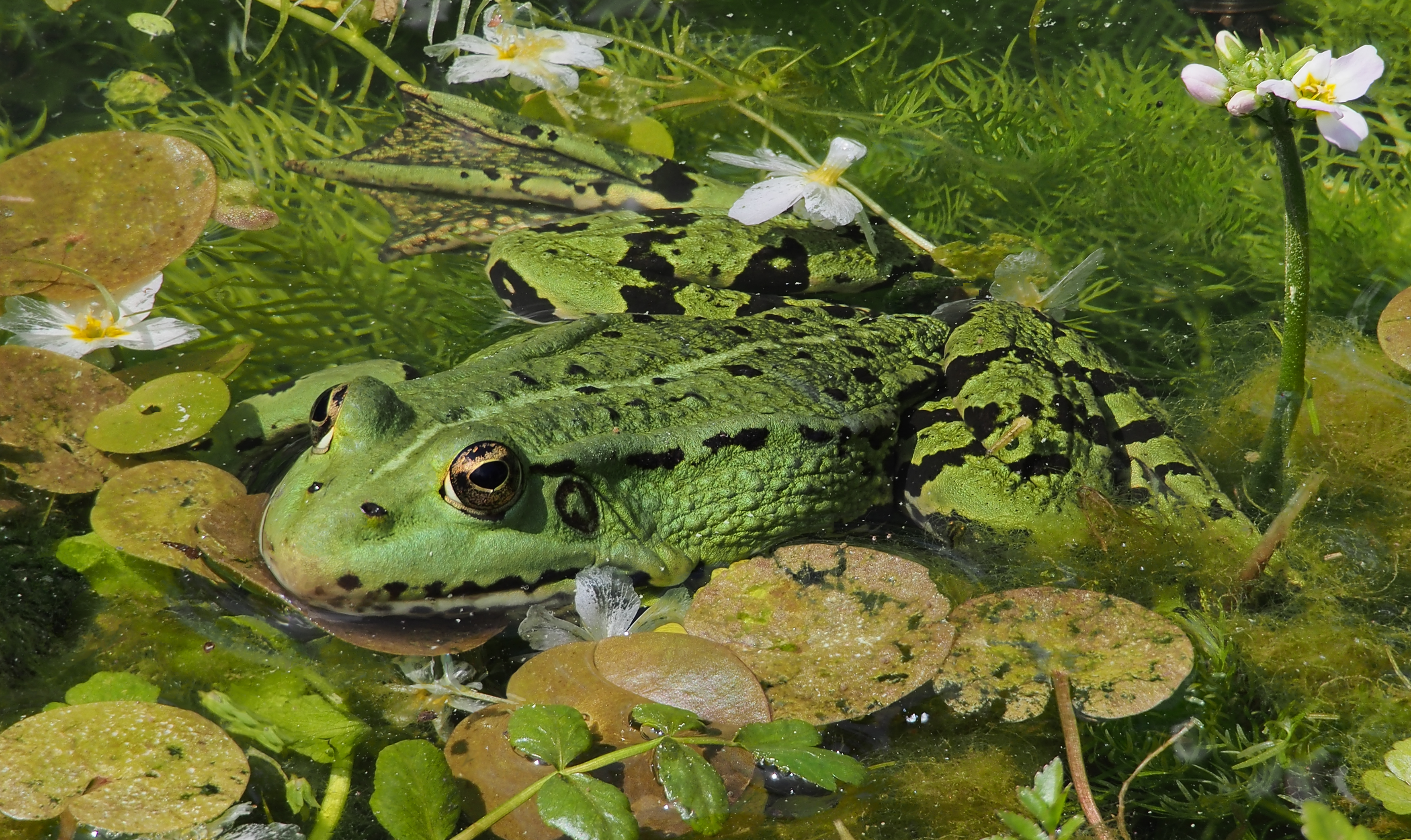
En un entorno natural
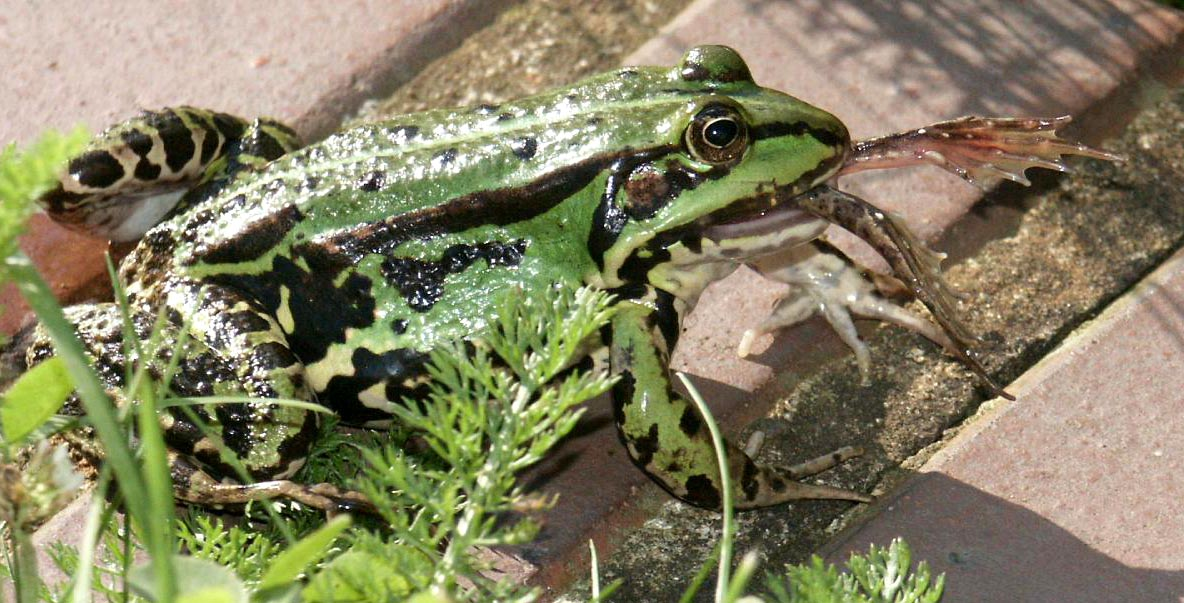
Canibalismo
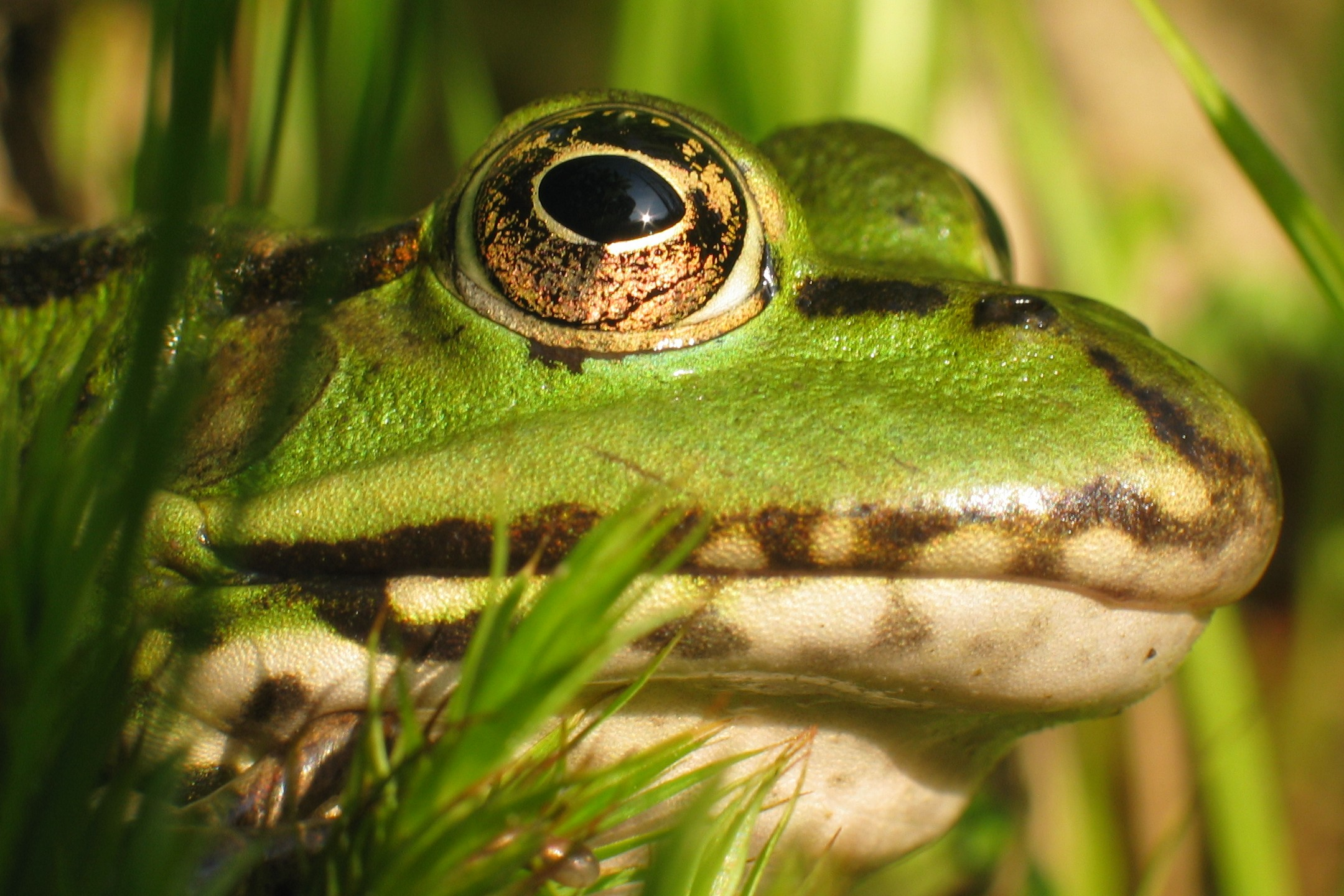
Detalle de la cabeza
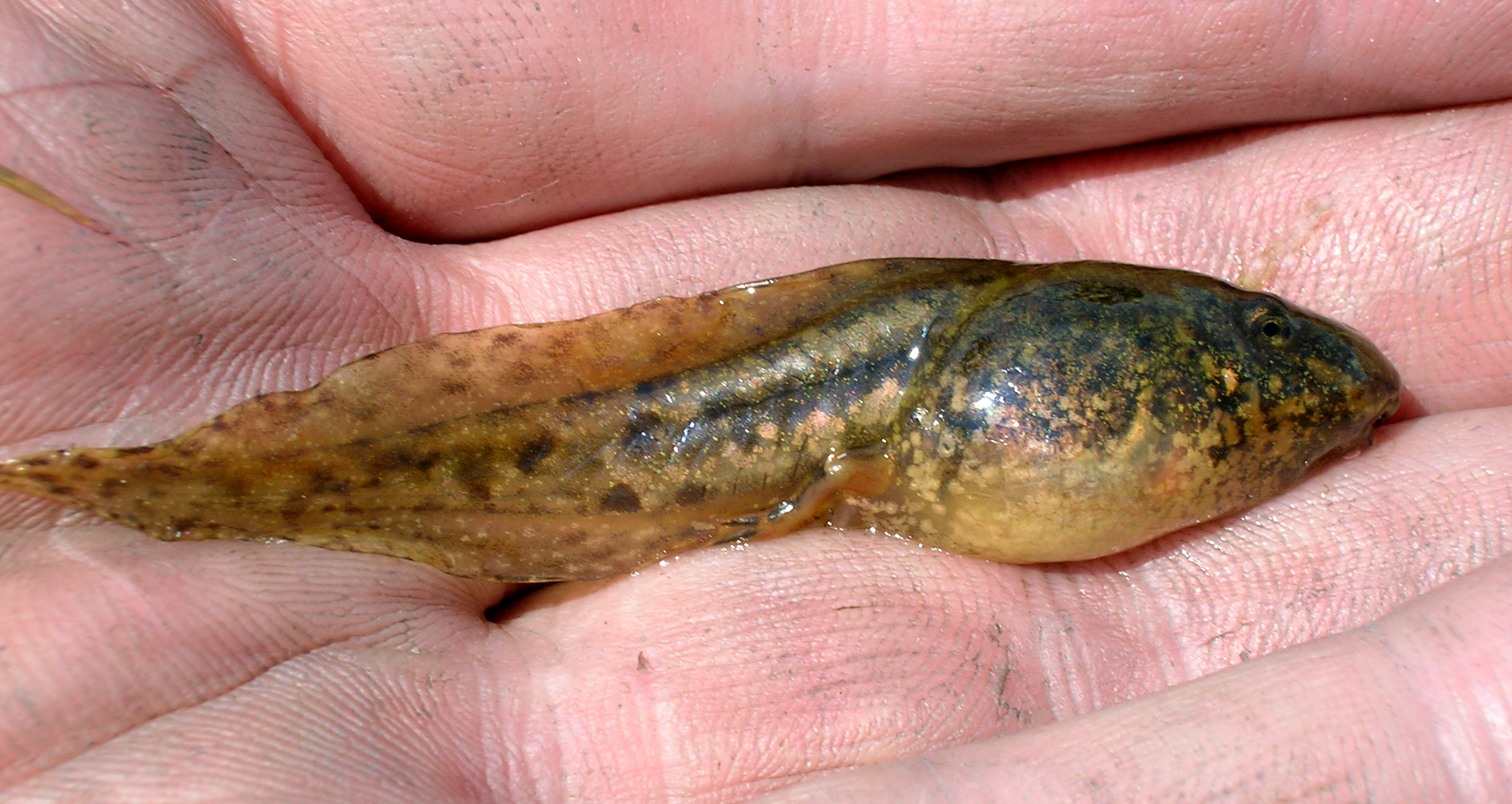
Renacuajo

## Publicación original
- Linnaeus, 1758 : Systema naturae per regna tria naturae, secundum classes, ordines, genera, species, cum characteribus, differentiis, synonymis, locis, ed. 10 (texto íntegro).
- Dubois, 1992 : Notes sur la classification des Ranidae (Amphibiens anoures). Bulletin Mensuel de la Société Linnéenne de Lyon, vol. 61, p. 305-352.